# Mejorana (instrumento musical)
La mejorana, mejoranera o chinchorro es un instrumento musical de cuerda originario de Panamá. Es parecido a la guitarra y posee cinco cuerdas. Al igual que las jaranas mexicanas y el cuatro puertorriqueño, desciende directamente de la guitarra barroca de cinco órdenes, lo que se evidencia en los métodos constructivos, variedad de tamaños, tesituras, encordado, afinaciones y las formas de tocar el instrumento.

## Usos del Término Mejorana

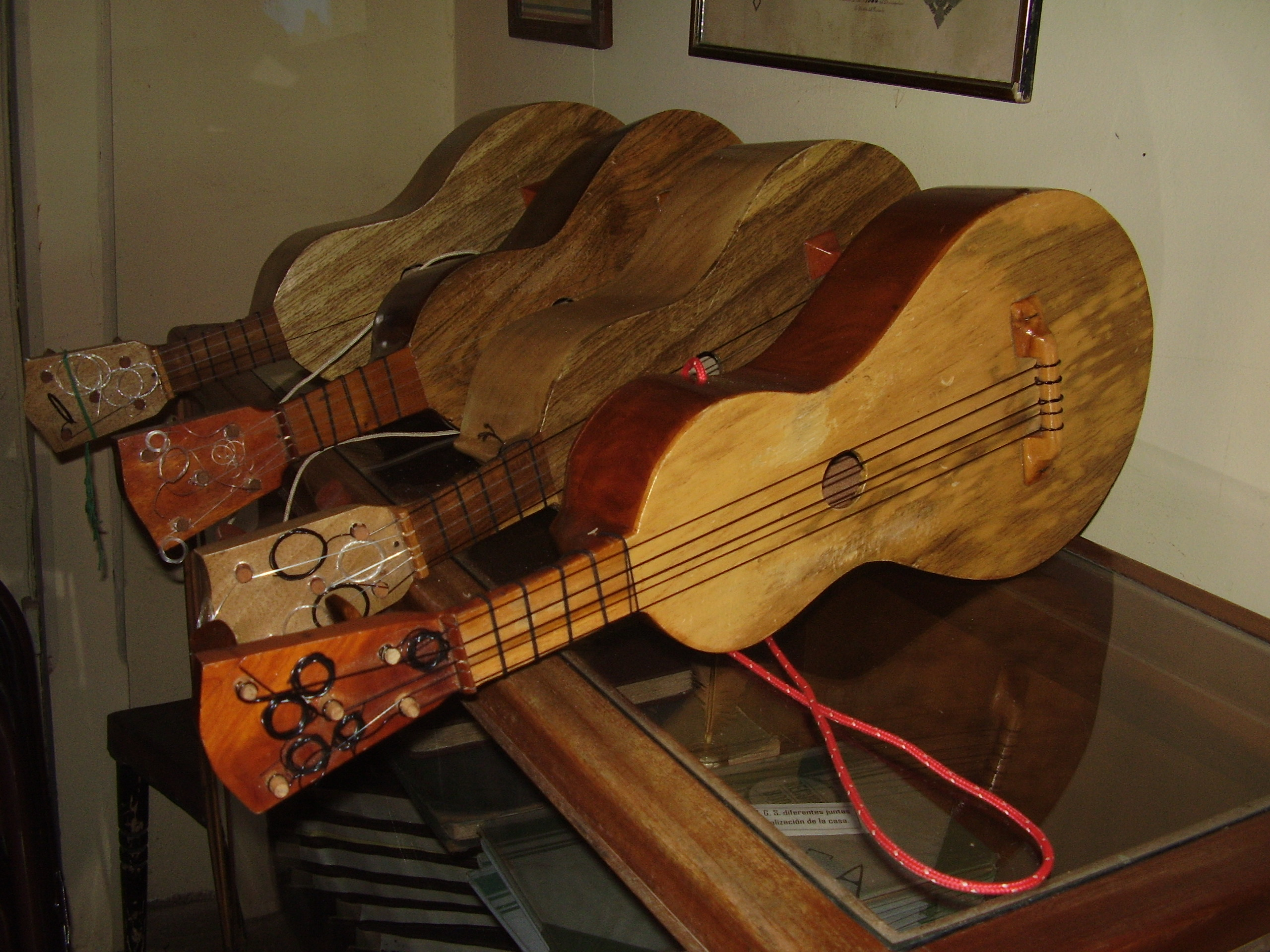
Mejoranas de Manuel F. Zarate

En el contexto nacional panameño el término Mejorana, además de referirse al instrumento musical, puede ser utilizado indistintamente para las siguientes manifestaciones:

### Bailes de Mejorana
Conjunto de bailes que son realizados siguiendo la música producida por la mejoranera.

### Canto de Mejorana
La Mejorana o Socavón es un género poético-musical autóctono de Panamá. Esta manifestación consiste en versos cantados en Décimas con el acompañamiento musical de la Guitarra Mejoranera o del Socavón, Rabel o Violín.

## Origen
El origen de la Mejorana no es claro y existen distintas teorías. 
Su origen parece ser exclusivo del campesino panameño.
Orlando Humberto Robles, quien tiene más de 40 años de ejecutar este instrumento, opina que los españoles fueron los que trajeron las primeras mejoranas a Panamá, y que con el tiempo estas se convirtieron en el instrumento preferido de los campesinos de Los Santos, Herrera, parte de Veraguas y Coclé.
Se ha teorizado que la Mejoranera fue construido tratando de imitar a la guitarra española, sin embargo se tiene conocimiento que en Iberoamérica la construcción de instrumentos de cuatro y cinco cuerdas de la familia de las Bordonuas fue generalizada, las cuales han tenido gran penetración en países como Puerto Rico con su Requinto, Venezuela con el Cuatro, la zona andina de Bolivia y Perú con el Charango. Hay un instrumento brasileño en aislada lejanía de la tríplice frontera de Brasil com Paraguay y Bolivia llamado "Viola de Cocho"  (o viola-de-cocho, que tiene el modo tradicional de fabricación resguardado por gobierno, pero no se resguardo la fabricaciòn de las cuerdas de tripa, mejores), utilizada más para acompañar el canto, con una de las afinaciones tradicionales (afinaciones reentrantes: "canotillo solto" D3 A2 B2 E3 A3 es similar a la "Por veinticinco", o "canotilho preso" D3 G2 B2 E3 A3 similar a la "Por seis", que es una afinacion antigua de laúd o vihuela ibérica o común de instrumentistas cambiarem semitono con la guitarra) muy similar a la que se usa en la Mejoranera, y que antiguamente algunas "violas" tenían orden doble octavada como la Mejoranera tiene hasta hoy.
Panamá por su parte desarrolló dos instrumentos del género de las Bordonuas: la Mejoranera de 5 cuerdas y el Socavón de 4 cuerdas.
Aunque se desconoce a ciencia cierta quién las creó, se considera que las primeras mejoranas que se hicieron en Panamá provenían de La Mesa de Veraguas. Debido a que  Allí nació, además, uno de los primeros torrentes para cantar décima que lleva el nombre de "Mesano".
Mara Olimpia García, Con relación al origen del nombre, explica que por su etimología la palabra mejorana está compuesta por el adjetivo calificativo "Mejor" y el  sustantivo "Ana". En ese sentido, García respalda el relato que hizo el reconocido mejoranero Juan Andrés Castillo, quien aseveró que primero se construyó el Socavón, pero que en una ocasión un hábil carpintero trabajando en su casa, llamó a su mujer de nombre Ana diciéndole: "Ana, hice otra mejor" "Mejor Ana" y de allí surgió la palabra.
Otros autores panameños sostienen que el desarrollo de la Mejorana tuvo su éxtasis durante los años 1870 a 1900, por lo cual no se ha dejado de considerar a la bailadora y cantadora de flamenco Rosario Monje (Cádiz 1862 - Madrid 1922), a quien se le apodaba "LA MEJORANA", como la persona en la cual se inspiró la denominación de este instrumento. A pesar de que su vida artística fue efímera, solamente tres años de profesionalidad, debido a que contrajo matrimonio con el sastre de torero Víctor Rojas, tuvo una gran aceptación en la sociedad española de aquella época.

## Confección
Está hecho de madera trabajada con un formón. Se puede confeccionar con diferentes tipos de madera como el cedro amargo, cedro espino, el quira, el frijolillo, el jamaico y el espavé.

## Afinación
La Mejoranera es un instrumento diatónico que permite la interpretación de tonos y semitonos.
Para el afinamiento de la mejorana hay que considerar la melodía que el músico vaya a ejecutar, este instrumento se puede afinar de varias formas, las conocidas son las llamadas regular por 25 y por seis, para tocar todos los torrentes; el Peralta Abajo. para la ejecución de los sones transportados; el Peralta Arriba y el 25 por requintilla, en este último la afinación de las cuerdas es diferente una a la otra. Y hay afinamiento por 6, propio para tocar los tonos de baile del diablico sucio.
Otros torrentes que se inventaron en la región de Azuero para tocar la mejorana son: mesano zapatero, gallino, llanto, Valdivieso, poncho mejorana, María, poncho, gallino pasitrotes, gallino transportado, mesano transportado, ronquina, canto de amor y socavones.

## Celebraciones
En Panamá se celebra el Festival de la Mejorana de forma anual desde 1949. Uno de sus precursores fue Manuel F. Zárate, folclorista panameño que dedicó una parte de su vida a exaltar las costumbres y el folclore panameño.